# Zofia Bilińska (rzeźbiarka)

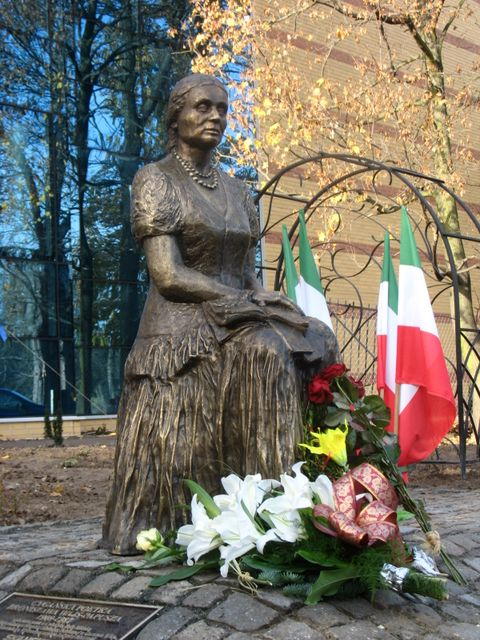
Pomnik Papuszy w Parku Róż w Gorzowie Wielkopolskim

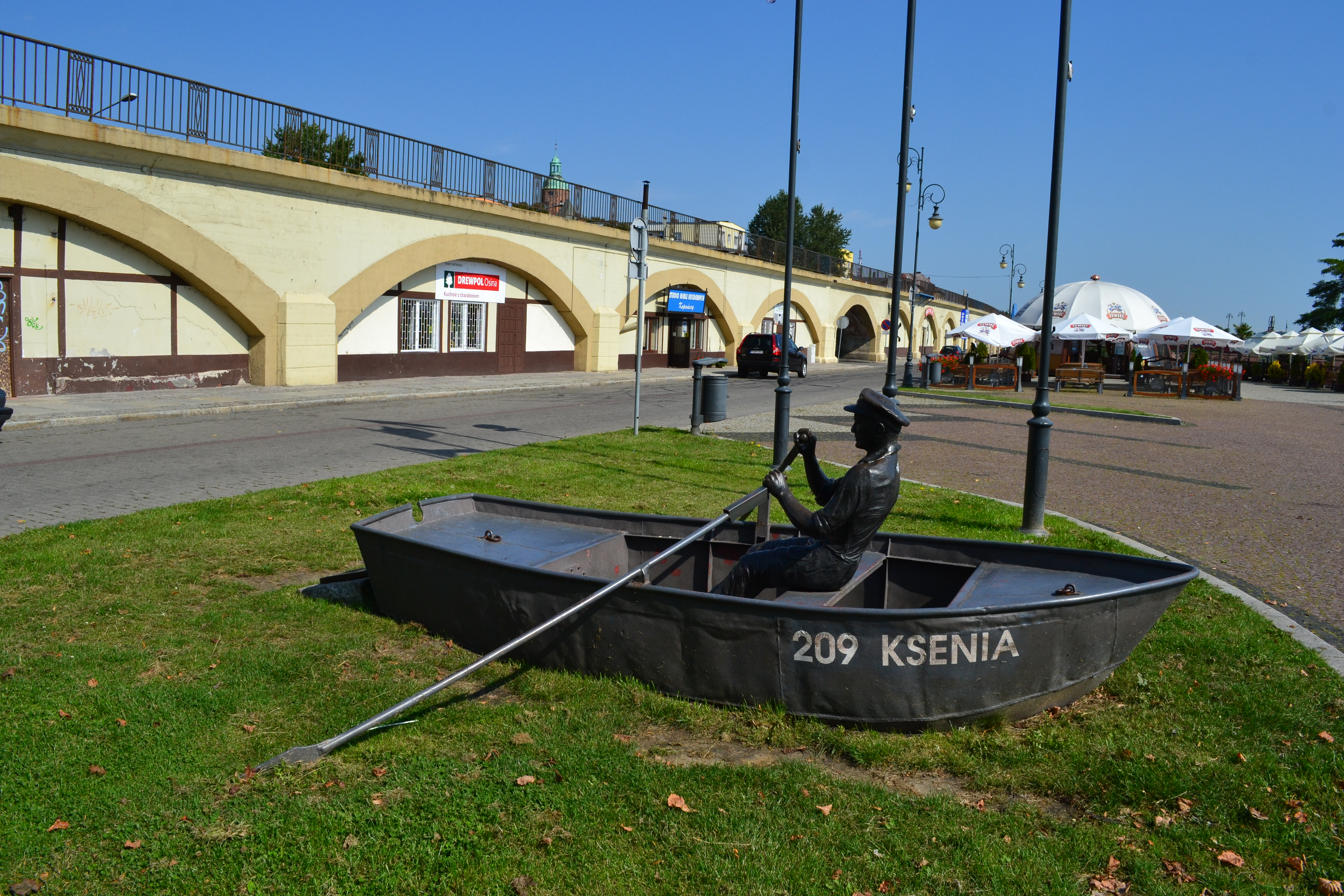
Pomnik Pawła Zacharka

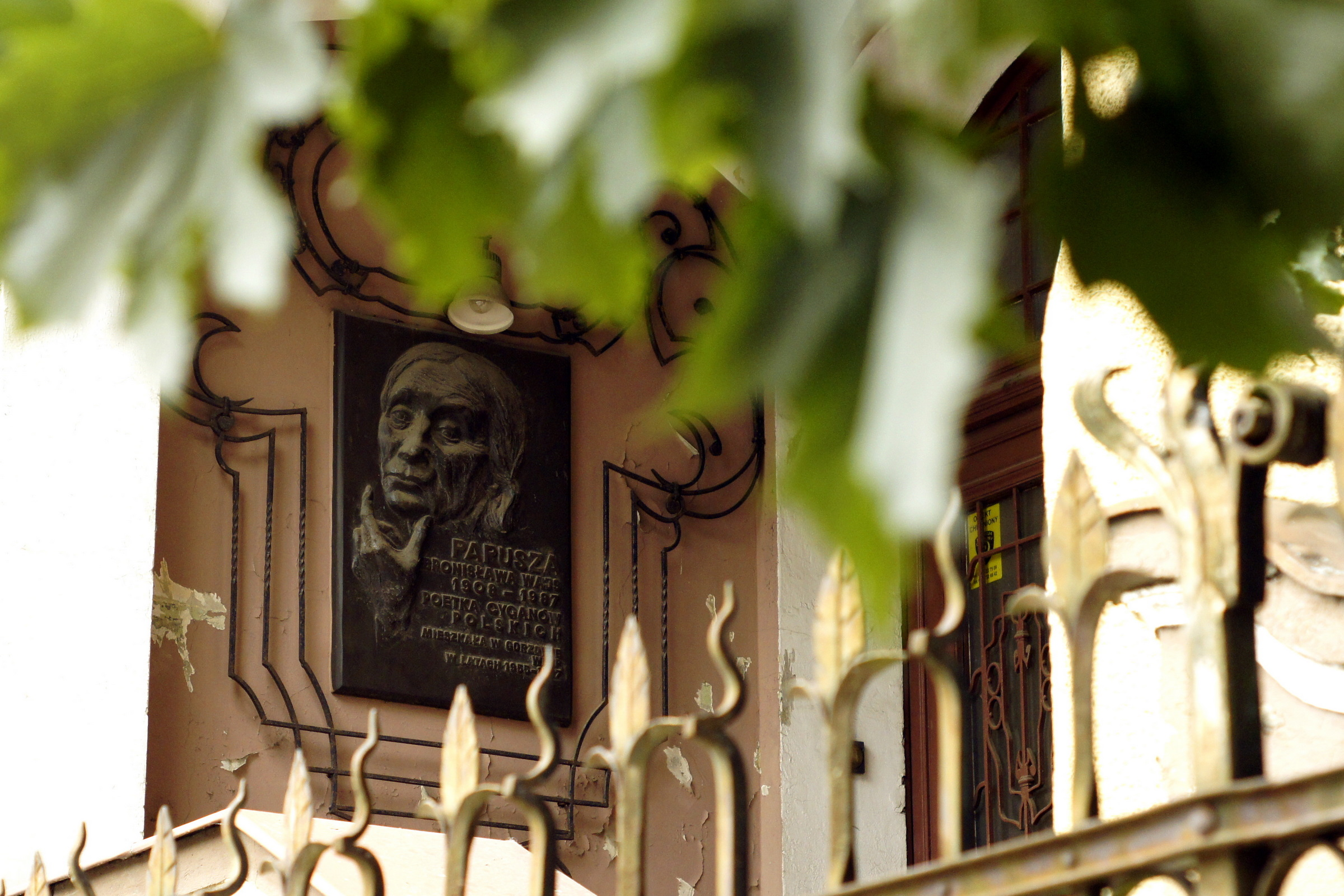
Tablica poświęcona Papuszy, przy ul. Sikorskiego 107 (budynek Wojewódzkiej i Miejskiej Biblioteki Publicznej)

Zofia Bilińska (ur. 12 czerwca 1942 w Iwacewiczach na Polesiu) – polska rzeźbiarka i graficzka. Uprawia rzeźbę monumentalną, małą formę rzeźbiarską oraz grafikę.

## Życiorys
Absolwentka Liceum Plastycznego i PWSSP w Poznaniu na Wydziale Grafiki, Malarstwa i Rzeźby w pracowni Jacka Pugeta (1962–1968). Dyplom z rzeźby w 1968 r. w pracowni Magdaleny Więcek-Wnuk.
Od 1976 r. mieszka w Gorzowie Wielkopolskim. W 1997 r. otrzymała nagrodę wojewody gorzowskiego oraz nagrodę prezydenta miasta Gorzowa za osiągnięcia artystyczne. Odznaczona Brązowym Medalem „Zasłużony Kulturze Gloria Artis” (2017).

## Wybrane wystawy indywidualne (do 2006)
- 1991 Mała Galeria, Gorzów Wielkopolski[2]
  - Seelow (Niemcy)
- 1992 Bremen (Niemcy)
  - Eberswalde-Finow (Niemcy)
- 1993 Hasselt (Belgia)
- 1994 Mała Galeria, Centrum Promocji „Stilonu”, Gorzów Wlkp.
  - Biblioteka Miejska, Recz
  - Norymberga (Niemcy)
- 1995 Galeria Krąg, Gorzów Wlkp.
  - Galeria Sztuki Współczesnej, Włocławek
  - Biuro Wystaw Artystycznych, Bydgoszcz
  - Le Creusot (Francja)
- 1996 Le Mure (Francja)
- 1998 Bank Pomorski, Szczecin
- 2000 Biuro Wystaw Artystycznych, Gorzów Wlkp.
- 2000 Galeria Sztuki Współczesnej „Profil”, Poznań
- 2001 Galeria Sztuki „24”, Sulechów
  - Galeria „Krąg” w Filii Książki Mówionej WiMBP, Gorzów Wlkp.
- 2002 Wystawa rzeźby w BWA na Zamku Książąt Pomorskich, Szczecin
- 2003 Galeria „Pro Arte”, Zielona Góra
- 2005 Muzeum Regionalne, Barlinek
- 2006 Galeria Uniwersytetu Trzeciego Wieku, Gorzów Wlkp.

## Realizacje
Gorzów Wielkopolski:
- Pomnik Ofiar Stalinizmu, cmentarz komunalny
- Pomnik Więźniarek Ravensbrück, cmentarz (ul. Warszawskiej)
- Rekonstrukcja figur z Fontanny Pauckscha na Starym Rynku
- Rzeźba czarownicy na Studni Czarownic (ul. Wełniany Rynek)
- Rzeźby plenerowe: „Ptaki” (ul. Warszawska), „Panny wodne” na Kłodawce (ul. Sikorskiego), „Macierzyństwo” (ul. Walczaka)
- Płaskorzeźba na ścianie amfiteatru
- Pomnik Papuszy w Parku Wiosny Ludów obok WiMBP
- Pomnik Pawła Zacharka (ul. Nadbrzeżna)
- Pomnik Jana Korcza
- Tablice pamiątkowe: medalion Egometa Brahtza (ul. Kosynierów Gdyńskich), tablica Ireny Dowgielewicz (ul. Dąbrowskiego), tablica gen. Władysława Sikorskiego (ul. Sikorskiego 1/3 budynek Urzędu Miasta), płaskorzeźba Papuszy (ul. Sikorskiego 107 budynek Wojewódzkiej i Miejskiej Biblioteki Publicznej), tablica Floriana Kroenke (ul. Sikorskiego 21)

inne lokalizacje:
- Kompozycja rzeźbiarska do fontanny na Placu Miejskim w Choszcznie
- Pomnik Powrotu Ziem Zachodnich, kompozycja rzeźbiarska do fontanny w parku miejskim oraz płaskorzeźby-medaliony na budynku Biblioteki Miejskiej w Reczu
- Pomnik żołnierza-osadnika w Gliśnie
- Figury do Fontanny Dobrosąsiedztwa na rynku oraz rzeźba plenerowa „Gęsiarka” w Sulęcinie
- Płaskorzeźby na budynku Biblioteki Miejskiej w Słubicach
- Płaskorzeźby na budynku poczty w Międzychodzie
- Płaskorzeźby ścienne w sali ślubów oraz w kawiarni w Ośno Lubuskim